# Urjala
Urjala es un municipio de Finlandia de la región de Pirkanmaa. En 2017 su población era de 4.866 habitantes. La superficie del término municipal es de 505,37 km², de los cuales 30,16 km² son lagos y ríos. El municipio tiene una  densidad de población de 5,82 hab./km².
Limita con los municipios de Akaa, Punkalaidun, Sastamala y Vesilahti, pertenecientes a su misma región, y Forssa, Humppila, Hämeenlinna, Tammela en la región de Tavastia Propia.
El idioma oficial es el finés.